# ProFTPD
ProFTPD (abbreviazione di Pro FTP daemon) è un server FTP open source disponibile per sistemi Unix-like e Microsoft Windows (attraverso Cygwin). Assieme a vsftpd e Pure-FTPd, ProFTPD è oggi tra i server FTP più popolari per i sistemi Unix-like. Rispetto ad altri server FTP, che fanno del loro punto di forza la semplicità, la velocità o la sicurezza, l'obiettivo principale di ProFTPD è quello di essere un server FTP ricco di funzionalità e di opzioni di configurazione.

## Piattaforme supportate
- AIX
- BSD/OS
- DG/UX
- Digital Unix
- FreeBSD
- HP/UX
- IRIX
- Linux for IBM S/390, zSeries
- Linux
- Mac OS X
- NetBSD
- OpenBSD
- SCO
- Solaris
- SunOS
- Windows (via Cygwin)

## Configurazione e funzionalità
ProFTPD dispone di un gran numero di opzioni che lo distinguono dagli altri server FTP. La configurazione di questo server avviene tramite il file di configurazione etc/proftpd/proftpd.conf. La sua somiglianza con il file di configurazione di Apache HTTP Server lo rende estremamente intuitivo per gli utenti di questo popolare server web.
Alcune delle caratteristiche principali sono:
- Configurazione per directory tramite file ".ftpaccess" (simile a ".htaccess" di Apache HTTP Server)
- Possibilità di configurare più server FTP virtuali e FTP anonimi
- Progettato per essere avviato come server standalone o tramite inetd/xinetd, a seconda del carico del sistema.
- Le directory root FTP anonime non richiedono alcuna struttura di directory specifica o altri file di sistema
- Nessun SITE EXEC che rappresentano un problema per la sicurezza
- Directory e file nascosti, basati su autorizzazioni in stile Unix o utenti/gruppi
- Eseguito come utente non privilegiato in modalità stand-alone per ridurre le possibilità di attacchi che potrebbero sfruttare i privilegi di "root".
- Supporto per logging e utmp/wtmp.
- Design modulare, che consente al server di essere facilmente esteso con i moduli. Sono stati scritti moduli per database SQL, server LDAP, crittografia SSL/TLS, supporto RADIUS, ecc.
- Supporto IPv6

## Interfaccia grafica

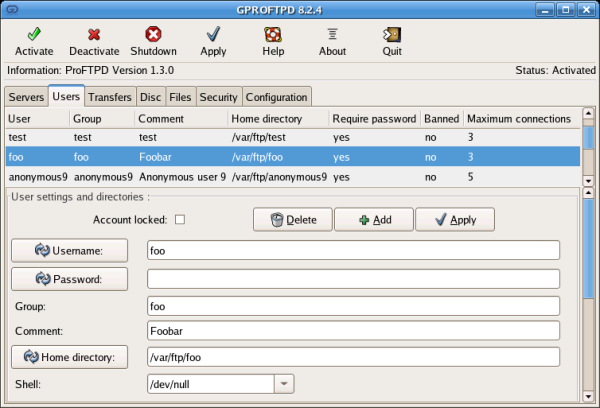
Screenshot di GAdmin-ProFTPD che mostra la scheda di amministrazione utente.

ProFTPD dispone di un'interfaccia a riga di comando (CLI) ma esistono diversi frontend grafici di terze parti per gli utenti che preferiscono questa modalità di interazione. Alcune di esse sono (selezione):
- GAdmin-ProFTPD, un front-end GTK+ per GNOME e KDE che fa parte di GAdmintools
- ProFTPD Admin
- ProFTPD PHP/MySQL administration tool
- ProFTPD Administrator